# Большая Индра
Большая Индра — верховое озеро в Тавдинском городском округе Свердловской области, Россия, второе по площади в Свердловской области.

## Географическое положение
Озеро расположено в 17,5 километрах к северо-востоку от деревни Тормоли 1-е, в северо-восточной части болота Индра, к западу от поселка Индра. Озеро площадью 33,4 км², шириной в 8,5 км, с уровнем воды 62,4 метра, является вторым по площади в Свердловской области после озера Пелымский Туман.

## Описание
Озеро не имеет поверхностного стока. Берега местами заболочены. В окрестностях озера расположены леса. В озере водятся щука, карась, чебак, окунь, и гнездится водоплавающая птица. Водится самый крупный карась в Свердловской области.
Впервые упоминается в работах русского исследователя Петра Андреевича Словцова.